# 彼女で満室
『彼女で満室』（かのじょでいっぱい）は、真鍋譲治による日本の漫画作品。青年漫画雑誌『週刊漫画TIMES』（芳文社）にて2010年4月30日号より2011年5月13日・5月20日合併号まで連載された。

## 概要
真鍋譲治の『週刊漫画TIMES』初連載作品。開始当初は週刊連載だったが、後に隔週連載となった。略称は『彼満』。連載開始直前の2010年4月23日号には、本誌中での予告とは別に裏表紙を丸ごと使った予告広告が掲載された。
メインヒロインのエロ漫画家との予期せぬ同居を始めた主人公の若手サラリーマンが、彼女をはじめ自分を取り巻く多数のヒロインたちとのセックスに明け暮れる日々を経て彼女たちとのハーレム生活へ至るまでを、コメディタッチで描く。
青年漫画の売りの1つとされる性的描写は毎回に盛り込まれているが、セックスの際に性器の結合へ至っても、成年向け漫画で見られるような結合部の詳細描写は存在しない。真鍋は結合中の主人公とヒロインの身体を描く構図に際し、モノクロページなら掲載できてもカラーページでは掲載できないというクレームに悩まされることもあったが、セックス描写自体は彼の過去作品と同様の作風や肉感的な絵柄が活かされたものとなっており、主人公とメインヒロインが1日当たり数え切れないほどの絶頂を迎える話や、主人公とヒロイン数人がグループセックスに耽る話も盛り込まれている。
作中世界の時間は連載時期とほぼ同調して2010年から始まっており、第21話で2011年の元旦を迎えている。また、作中世界では直接触れられていないが、真鍋は本作を連載中に東北地方太平洋沖地震に被災しており（真鍋譲治#略歴・人物も参照）、地震発生の3時間前に芳文社の編集者へ原稿を渡してから寝る予定にしていたが、先に寝てしまって彼に起こされたことが幸いし、ガラスケースの倒壊による災難から逃れられた。それに伴い、崩落・破損した物品で埋まってしまった仕事場を片付けなければならなくなったため、単行本第2巻発売日の同年3月16日には次号の休載を決意するに至った。
真鍋が本作と同時期に竹書房の『Namaikiッ!』で連載していた『リン×ママ』とは、同作の単行本第4巻の発売時に本作の単行本第1巻との「最新刊同時発売フェア」が開催されるなど縁があったが、連載終盤は真鍋のスケジュールが逼迫して重なったことから、芳文社と竹書房の両方に多大な迷惑がかかることとなった。その後、本作の単行本第3巻の発売時には『リン×ママ』の単行本第5巻との「最終巻同時発売フェア」が開催された。
2014年には単行本の電子書籍版が発売されている。

## ストーリー
妻の東堂美幸との離婚調停に際して別居を始めたサラリーマンの東堂あきらは、不動産会社の手違いにより、とあるマンションの一室でエロ漫画家の神山ひなと同居する羽目に陥ったうえ、初日から彼女の原稿執筆を徹夜で手伝わせられる。翌日、朦朧としながら出社したあきらは何とか帰宅までを乗り切るが、「昨晩のお礼」と称してバスルームでソープランド嬢のように妖しく迫ってきたひなの誘惑は拒み切れず、性欲のおもむくまま肉体関係を結んでしまう。
こうして、2つ隣に住む人妻の羽柴から新婚夫婦と誤解されるほど、あきらがひなとの激しいセックスを交えながら同棲していく中、上司の高瀬響子から思慕を告白されたこと、離婚するはずの美幸がひなや響子の存在を知ってあきらへの思慕を再燃させたこと、そしてひなのエロ漫画家仲間の小野あゆみやモッチぃー、そしてひなの知人であるアダルトグッズショップ店主の朝霞優依とも知り合ったことから、あきらを巡る事態は混迷の一途を辿っていく。特に、ひな・響子・美幸については日々のセックスに加え、ひなの連載誌の休刊騒動や響子の逆プロポーズがきっかけとなり、美幸がひなや響子と一堂に会した話し合いが行われるまでに至るが、優柔不断なあきらを見限れないほど3人が思慕を高めていたことに加え、4Pすら堪能するまでに至った度重なるセックスを経て性技の虜となっていたことも重なり、その場の結論は彼の監視や世話を名目とした4人での半同棲に落ち着く。
しかし、ひな以外にも若い女性たちがあきらのもとへ集う状況は、近所の年配女性たちから彼が派遣ヘルスを呼んでいると見なされていく。一度は響子と美幸が毅然とした態度を取って年配女性たちを追い返したものの、住み続けるには厳しい状況となったことを、あきらは痛感する。また、あきらと美幸が離婚調停を取り下げたことから、ひなはあきらへの恋心の自覚に、響子はそれに加えてひなや美幸より年上という自覚にそれぞれ焦るが、美幸がひなや響子の存在が復縁につながったことを実感して現状維持を望んだうえ、あきらがひな・響子・美幸を本気で愛することをひなや美幸の前で誓ったため、響子は焦ることを止めてあきら・ひな・美幸に同意する。その結果、4人は完全な同棲へ発展し、ひな・響子・美幸からあきらへの求愛についても、女性同士の奇妙な友情すら覗かせながら、さらに貪欲な4Pを堪能するものとなった。
やがて、あきらたちはごく近所に建つ別のマンションへ転居する。以前の部屋より広い3LDKの新居へダブルベッドを置いたあきらは、ひな・響子・美幸との同棲に加えてあゆみ・モッチぃー・優依も訪れるそこで彼女たち全員の求愛に応えるという、新たな生活を始めるのだった。

## 主な登場人物

### 中心人物
東堂 あきら（とうどう あきら）
主人公。丼商事（どんぶりしょうじ）に務めるサラリーマン。年齢は不明。性欲に流されやすく優柔不断な性格。妻の美幸とは3年間の学生恋愛を経て結婚した仲であったが、現在は元の家を出て離婚調停中。不動産会社の手違いから、とあるマンションの一室でひなと同居する羽目に陥ったうえ、肉体関係を結んでしまう。
ひなから「トドさん」と呼ばれるほど彼女をはじめヒロインたちを夢中にさせる、絶倫の巨根かつ性技の持ち主。ひなとのバスルームセックスをはじめ彼女とのセックスに明け暮れていく一方、響子の告白を受け入れて就業中の社内でも彼女とのセックスを行うほか、あゆみをはじめひなたち以外の誘惑にも応えて4Pすら行ってみせるなど、他のヒロインたちとも肉体関係を結んでいくこととなる。やがて、羽柴以外の全ヒロインと肉体関係を成立した後の大晦日には響子の持ち込んだ日本酒による酔いも重なり、一晩でひな・響子・美幸・あゆみ・モッチぃー・優依を全員とも満足させるほどになったほか、新居へ引っ越した日の初夜には美幸にスッポン鍋を作られ、優依に精力剤を差し入れられるなど、自分を慕う女性6人からさらなるセックスを期待されることとなった。なお、物語序盤は美幸以外の女性たちとのセックスの際に膣内射精を懸念する描写が散見されるが、それらは物語が進むに連れてコミカル描写に紛れる形で払拭されており、物語終盤におけるひな・響子・美幸との4P時には彼女たちの貪欲な求愛に応えて次々と胎内へ迸る精液をあきらに例え、彼の動揺や疲労を描く描写すら存在する。
神山 ひな（かみやま ひな）
メインヒロイン。あきらと同居することになったエロ漫画家。20歳。底抜けに明るい性格で、生活能力に乏しい快楽主義者。髪型は毛先の立ったセミショート。
セックスについても明け透けで、物語序盤はほぼ毎日あきらを誘惑してセックスを存分に堪能し合うセックスフレンドとして彼に接しており、あきらとの身体の相性の良さも重なって玄関のドアから漏れ出る嬌声を聞いた人妻の羽柴には新婚の若妻と誤解され、ひな自身もそれに納得するなど、原稿執筆に追われる一方で自由奔放に振る舞う姿が描かれている。また、エロ漫画家仲間のあゆみやモッチぃーを交えての4Pすら平然と堪能するうえ、まだ何も知らず訪れた美幸にあきらとの数えきれない回数に及ぶ性生活を告白するほどでもあったが、連載誌の休刊騒動をきっかけに彼の花嫁修業を考えてみる、3月3日には自分の名前と雛祭りにちなんであきらと2人きりのセックスを望むなど、彼への思慕を素直に表すことと合わせて普通の女性らしい一面を覗かせていく。やがて、手のかかる妹や娘の面倒を見るような視点で接してくるようになった美幸に対し、ひな自身も響子を交えた現状維持を望む美幸の提案に喜んで同意することとなる。
高瀬 響子（たかせ きょうこ）
ヒロインの1人。丼商事の営業主任であきらの上司。29歳。男勝りで活発な、バツイチの喫煙家。髪型はセミロング。
あきらへは上司として厳しく接する一方、年上の独身女性として熱い思慕も寄せている。酒に酔った勢いを借りてあきらと肉体関係を結んだ以降は彼への思慕を抑えられなくなり、就業中の社内で2人きりになれる場所へ誘うだけでなく自分の誕生日にはラブホテルへ誘うなど、可愛らしい一面を吐露しながらセックスを重ねるようになっていく。また、その際にはあきらへヤニ臭さを感じさせないよう、喫煙を控えるようにもなった。年下の美幸に負けず若々しい自分の肢体に自信を持っているうえ、物語終盤には手荷物1つであきらの家へ乗り込むなど、ヒロイン中最年長としての焦りも重なってより積極的に彼へ迫るため、4Pの際には自分たち3人を囲うあきらへの説教じみた言動も見られるようになる。なお、物語序盤はひなのことをデリヘル嬢と思い込んでいたため、後に彼女や美幸から詳細を知らされた際には気絶するほど動揺し、彼女たちの目の前であきらを殴り倒して怒りをぶつけるが、それが高じてひなや美幸との間に奇妙な友情が芽生え始め、最終的には美幸公認の愛人という立場に落ち着くこととなる。
東堂 美幸（とうどう みゆき）
ヒロインの1人。あきらの妻。年齢は不明。感情の起伏が激しい性格であるが、夫のあきらだけでなく赤の他人に等しいひなの相談にも乗ってやるなど、面倒見は良い。髪型はポニーテール。
物語序盤は離婚調停に踏み切って別居するほどあきらと仲違いしていたが、内心にはまだ彼への未練を多大に残しており、ひな・あゆみ・モッチぃー・響子の存在を目の当たりにした以降はあきらの妻としての思慕が再燃する。そのため、明け透けな年下であるひなのことはともかく熱烈な年上である響子のことは年増と見なして激しく対立するが、物語終盤にはそれが高じてあきらと再び肌を重ねるようになり、復縁へ至った。また、それに際してあきらを独占することよりひなや響子を交えた現状維持を望むようになったため、あきらを巡る状況はひとまずの解決を見ることとなる。なお、新居では引き続きあきらとの同棲を仕切りながら彼とのセックスにさらなる期待を寄せる一方、セックスの頻度が自分と同等かそれ以上に高いひなや響子へコンドームを渡しておくなど、自分以外の妊娠によって状況がややこしくなることへの懸念から、用心深さを見せるようにもなった。

### その他の人物
小野 あゆみ（おの あゆみ）
ひなのエロ漫画家仲間の1人。本名や年齢は不明。ひなやモッチぃーより貞淑な口調で喋る眼鏡っ娘であるが、セックスについては体裁を装うムッツリタイプで、本性は彼女たちと同様に明け透けなスケベ。髪型は姫カットのロング。
男性器についてよく知らないまま仕事を続けており、それをひなやモッチぃーに告白したことがきっかけで、3人一緒にあきらと4Pで肉体関係を結ぶ。その後日にも、ひなとモッチぃーがすき焼きの材料の買い出し中に帰宅したあきらへ欲情し、「元カレにちょっとだけ似てる」という理由や前述の本性を挙げて2人きりのセックスを堪能するなど、彼のことはとても気に入っている。
実は元少女漫画家であり、デビュー作の続きを描く際に学生時代の先輩への思慕が暴走して内容をエロ漫画に変えてしまったため、連載のはずがいきなり打ち切られてしまう。それ以降、さすらいの日々を送った果てにサークル参加した同人誌即売会でひなと出会ったことから、エロ漫画家として再デビューを果たしたという経緯を持つ。
モッチぃー
ひなのエロ漫画家仲間の1人。本名や年齢は不明。ややヤンキー口調で喋る。髪型は前髪を赤く染めたアップスタイル。
ひなやあゆみとはエロ漫画雑誌の出版社で知り合い、意気投合した仲。セックスについてはひなに次ぐ明け透けなスケベで、彼女と共にあゆみをけしかけて3人一緒にあきらと肉体関係を結んだ4Pの後も平然と振る舞っており、何かしらの理由をつけて彼とのセックスを堪能しようと目論んでいる。2010年の大晦日から2011年の元旦まで開催された大宴会にも、前者の昼間からあゆみと共にあきらの家を訪れ、ひなも交えた3人であきらと缶ビールを酌み交わし、後の7Pへのきっかけを作った。
なお、あゆみとモッチぃーはあきらのハーレム要員としては優依と同様にひなたち3人より1歩引いた立場（同棲までには至らず、通い妻のような立場）にあるが、真鍋譲治からの思い入れは深かったようで、彼が単行本第3巻のカバー裏イラストを描き下ろす際に「この二人はもっとイロイロ描きたかったですねぇ」と述懐されている。
朝霞 優依（あさか ゆい）
昭和62年に亡くなった祖父の寛次郎（かんじろう）の代から続くアダルトグッズショップを、誇りを持って切り盛りしている女性。年齢は不明。髪型はうなじ近くで縛ったロング。
初来店以来常連客となったひなからあきらの巨根や絶倫さを聞いて着目するなど、セックスについては彼女と同様に明け透けである。その後日、自分だけのオリジナルブランド性具を作るべくあきらを店へ招いて彼の巨根を弄り回して測量したうえ、たまらず射精した後も勃起し続けるそれに昂奮したことも重なり、「（測量させてもらったことへの）お礼」と称してあきらと肉体関係を結ぶ。それ以降も何度かあきらの家へ顔を出しており、場合によってはセックスを堪能している。あきらの家での大宴会に参加した際も、響子の持ち込んだ日本酒を酌み交わす皆の目の前で彼へのわかめ酒を行い、絶頂を迎えるという惚けぶりを見せつけている。また、あきらたち4人の新居では「引っ越し祝い」と称して精力剤や滋養強壮食品を持参し、彼へ（7Pを）頑張るようねだっている。
羽柴（はしば）
あきらの家から2つ隣の家に住む人妻。名前や年齢は不明。髪型はセミロング。
あきらの留守中にひなが行った近所回りの挨拶を真に受けたうえ、彼の家の玄関先を通りかかった際にはセックス中のあきらとひなの嬌声をドア越しに聞いたことから、2人のことを子作りに励む新婚夫婦と思い込んでいる。優依によれば、夫とのセックスの際にはボンデージものやSMに夢中となっている模様。最終話である第27話は、全裸で縛り吊るされた夫へ鞭を構えながらあきらのことを思いやるボンデージ姿の羽柴が描かれたコマで、物語が終了する。

## 単行本
芳文社コミックスより発売。全3巻。
- 第1巻 - 2010年10月27日発売 ISBN 9784832232228
- 第2巻 - 2011年3月16日発売 ISBN 9784832232389
- 第3巻 - 2011年8月29日発売 ISBN 9784832232648